# Сантијаго де Керетаро
Сантијаго де Керетаро (шп. Santiago de Querétaro) је град у Мексику у савезној држави Керетаро. Налази се у централном делу земље, око 200 km северозападно од града Мексика, на 1825 m надморске висине. Према процени из 2005. у граду је живело 596.450 становника.

## Историја
Град је основан 25. јула 1531, тј. на дан апостола Сантијага. Сантијаго де Керетаро је колонијално име, док се од стицања независности град чешће назива само Керетаро.
Акведукт за снабдевање града водом је изграђен у периоду 1726—1738. Дуг је 1280 m, висок 23 метра и има више од 70 лукова. До 1970. служио је за водоснабдевање, а данас је споменик.
Керетаро је познат по колонијалној архитектури, и од 1996. историјски центар града је под заштитом УНЕСКО-а.
Град је имао важну улогу у времену борбе за независност Мексика од Шпаније. У кући доне Јозефе Ортиз, познате по недимку Корегидора, окупљали су се и договарали поборници независности 1810.
У Керетару је суђено надвојводи Максимилијану, цару Мексика, када је збачен са власти. Ту је стрељан 19. јуна 1867. на „Пољани звона“ (Cerro de las Campanas), заједно са својим генералима Мирамоном и Меијом.
Мексички устав, који је и данас на снази, потписан је у Керетару 1917.

## Становништво
Према подацима са пописа становништва из 2010. године, град је имао 626.495 становника.
| 1990.   | 1995.   | 2000.   | 2005.   | 2010.   |
| ------- | ------- | ------- | ------- | ------- |
| 385.503 | 469.542 | 536.463 | 596.450 | 626.495 |

## Привреда
Керетаро се сматра једним од развијенијих и скупљих градова Мексика. Приход по становнику је један од највиших у Мексику. У граду се налази модеран фудбалски стадион.
Услед повољног саобраћајног положаја на путу од централног Мексика ка САД, у граду се развила аутомобилска, машинска, електронска и прехрамбена индустрија: Daewoo, Bombardier, Nestlé, Kellogg's, Samsung.
Марта 2005. у Керетару је отворен међународни аеродром.

## Партнерски градови
- Сантијаго де Чиле
- Оринџ
- Холанд
- Yeosu
- Каракас
- Бејкерсфилд
- Сантијаго де Компостела